# Kuomboka

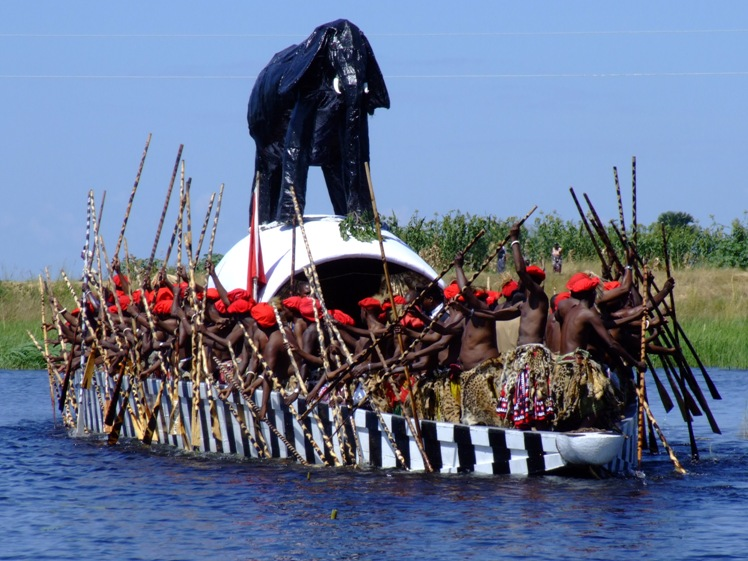
Das königliche Schiff

Kuomboka bedeutet in der Sprache der Lozi, einem Volksstamm am Sambesi, so viel wie „Aus dem Wasser kommen“.
Man verbindet damit eine Zeremonie, die am Ende der Regenzeit im Westen von Sambia abgehalten wird. Wenn der Sambesi die Ebenen des Barotselands überflutet, zieht der König, auch Litunga genannt, per Boot von seinem Domizil in Lealui ins höher gelegene Limulunga. Sein Volk begleitet ihn auf dieser Fahrt, darf das königliche Schiff jedoch nicht überholen.
Am Tag vor der Zeremonie wird diese schon mit dem Trommeln der „Royal Maoma drums“ angekündigt. Alle vom Volk der Lozi tragen dann ihre traditionellen roten Mützen.
Das Nalikwanda, wie das Schiff des Königs genannt wird, ist wie das sambische Wappen schwarz-weiß gestreift und hat einen schwarzen stilisierten Elefanten an Bord. Die Ohren des Elefanten können mit Stricken bewegt werden. Rauch signalisiert, der König lebt.
Das Schiff der Königin trägt ein überdimensionales schwarzes Huhn, dessen Flügel bewegt werden können.
Sollte einer der Paddler müde werden (die Fahrt dauert immerhin sechs Stunden), wird er einfach über Bord geworfen.